# John Gittings
John Gittings est journaliste et écrivain connu principalement pour son travail sur la Chine contemporaine et la Guerre froide. De 1983 à 2003, il a travaillé au journal The Guardian (Royaume-Uni) comme « foreign editor » auxiliaire et écrivain étranger chef. 

## Publications

### Livres
- The Changing Face of China: From Mao to Market. Oxford University Press. 2005 (paperback: 2006).
- China through the Sliding Door. London: Simon & Schuster/Touchstone, 1999.
- Real China: From cannibalism to karaoke. London: Simon & Schuster, 1996.
- China Changes Face: The road from revolution. Oxford: OUP, 1989/90.
- The World and China, 1922-1974. London: Eyre-Methuen, 1974.
- A Chinese View of China. London: BBC, 1972.
- Survey of the Sino-Soviet Dispute. Oxford: OUP for RIIA, 1968.
- The Role of the Chinese Army. Oxford: OUP for RIIA, 1966.